# Gloeoporus subambiguus
Gloeoporus subambiguus är en svampart som först beskrevs av Henn., och fick sitt nu gällande namn av Ginns 1976. Gloeoporus subambiguus ingår i släktet Gloeoporus och familjen Meruliaceae.   Inga underarter finns listade i Catalogue of Life.